# Мариефред
Мариефред (швед. Mariefred) — город в Швеции в Стренгнесской коммуне Сёдерманландского лена.
Расположен в 18 км юго-восточнее Стренгнеса на берегу озера Меларен. Население города составляет 3726 жителей (2011). 

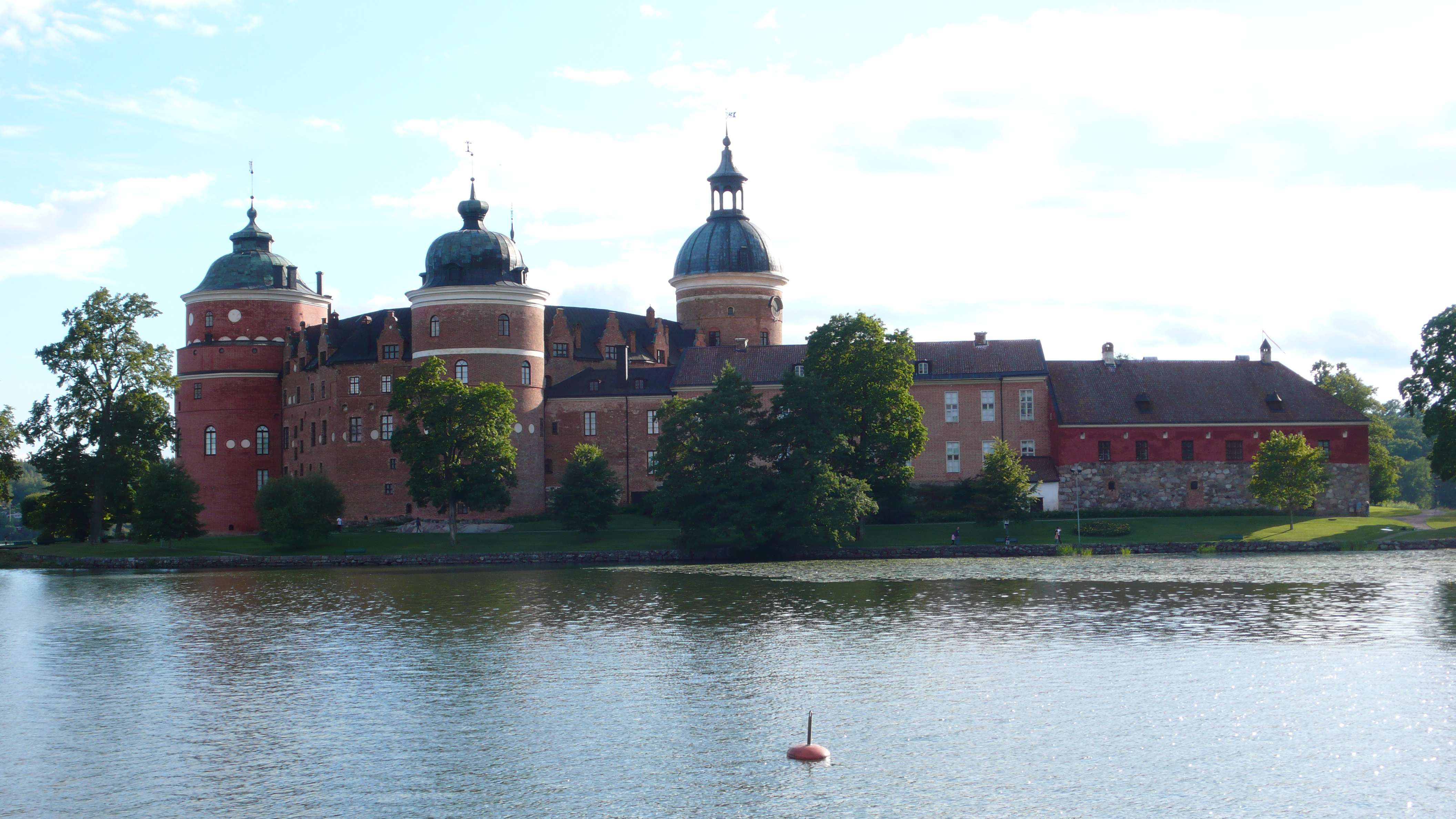
Замок Грипсхольм

Название происходит от располагавшегося тут прежде монастыря Monasterium pacis Mariæ и означает «мир Марии» (ранее Мариефред носил название Грипсхольм по находящемуся в городе замку). 